# 殷红梅
殷红梅（1966年11月—），四川渠县人，汉族，中国民主促进会会员。中华人民共和国政治人物、第十三届全国人民代表大会贵州省代表。

## 生平
2018年，殷红梅被选为贵州省出席第十三届全国人民代表大会代表。